# Einatembare Fraktion

Konventionswerte für einatembare Fraktion, thorakale Fraktion und alveolengängige Fraktion als Funktion des aerodynamischen Durchmessers gemäß DIN EN 481

Als einatembare Fraktion (inhalable fraction) wird unter anderem in den Normen EN 481, ISO 7708, EN ISO 10882-1 und EN 14031 der Massenanteil der Schwebstoffe bzw. luftgetragenen Partikel bezeichnet, der durch Mund und Nase eingeatmet wird. Sie ist eine Größe zur Beurteilung möglicher Gesundheitsgefahren am Arbeitsplatz und hängt unter anderem von der Geschwindigkeit und Richtung der Luftbewegung und von der Einatemgeschwindigkeit ab. Per Konvention wird in der Norm EN 481 festgelegt, dass die Probenahme der einatembaren Fraktion der Beziehung
{\displaystyle E_{1}=50\cdot (1+exp(-0,06D))}
zu gehorchen hat, wobei E1 der Prozentsatz an Schwebstoffen mit dem aerodynamischen Durchmesser D (angegeben in Mikrometer), die zu sammeln sind, ist.
Zur Ermittlung der thorakalen und alveolengängigen Fraktion ist die Kenntnis der einatembaren Fraktion notwendig.
Mit Bezug auf die Norm DIN EN 481 wird in verschiedenen Technischen Regeln für Gefahrstoffe (TRGS) die einatembare Fraktion als „E-Staub“ oder „einatembare Staubfraktion“ bezeichnet. Der Begriff „E-Staub“ wird auch – zusammen mit dem Begriff  „E-Staubfraktion“ – in der Norm DIN 33897 Teil 1 als Synonym für „einatembare Fraktion“ verwendet.